# Karl Naegelen
Pour les articles homonymes, voir Naegelen.
Karl Naegelen (né le 20 mai 1979 à Bourg-en-Bresse) est un compositeur français.

## Biographie
Karl Naegelen étudie la composition au Conservatoire de région de Lyon puis au Conservatoire national supérieur de musique et de danse de Lyon. Il suit les classes de Robert Pascal, Denis Lorrain et François Roux et complète sa formation à la Musikhochschule de Hambourg avec Peter Hamel (de). Il participe également à de nombreuses masterclasses, notamment à Berlin avec Georges Aperghis.
Il écrit pour l'Orchestre national de Lyon, l’Orchestre National de Lille, l'Ensemble Résonance Contemporaine, le Quatuor Béla, le Quatuor Pli, l'Ensemble Linea, le Duo Bergamasque, le  (nl)… 
Ses œuvres sont jouées en France (festivals Musica, Musique-action…) aussi bien qu'à l’étranger (Allemagne, États-Unis, Japon...).

## Œuvre
Passionné par l’improvisation et les musiques extra-européennes, il effectue plusieurs séjours à Surakarta sur l’île de Java en Indonésie et cherche à préserver, dans son écriture, la souplesse et la spontanéité caractéristiques des musiques de tradition orale à travers une recherche constante de qualités sonores et de timbres.          

## Compositions
(liste non exhaustive)
- Les villes endormies pour ensemble et chœur d’enfants (2014) (Création : 05/2014 – Hermès ensemble, chœur d’enfants de la communauté d’Ixelles. Belgique, Bruxelles, Flagey)
- 8 miniatures pour alto (2014) (Création : 03/2014 – Julian Boutin. France, Albi, Festival des journées électriques)
- Micromega, opéra miniature (2013)
- Labyrinthe pour orchestre et double quintette de jazz (2013)
- Vanités pour piano, contrebasse, saxophone et flûte (2013)
- L'épopée du vent (2012)
- Kenal-Kenalen (2011)
- Kedua pour 2 percussionnistes (2011) (9 min - Création : 12/2011 – Benoît Poly, Yin Hui Wang. Suisse, Genève, CIP, Festival Eklekto)
- Piano guiro pour piano préparé (2011) (7 min - Création : 24/09/2011 – Wilhem Latchoumia. France, Abbaye de Royaumont)
- Fenêtre ovale pour duo d’improvisateurs (voix, flûte, clarinette et piano préparé) (2011) (37 min.; Création : 19/06/2011 – Joris Rühl, Ève Risser. France, Chambéry, Cité des arts)[2],[n 1]
- Rumeurs, pour percussionniste solo (2011) (3 min 30 s - Création : 09/08/2011 – Yi-Ping Yang. Taïwan, Taïpei, KHS Hall)
- Quatuor à cordes n°2 (2011) (16 min. - Création : 24/11/2011 – Quatuor Béla. France, Annecy, Musée-Château)
- Une saison en enfer (2010)
- La voix du Dalang (2010)
- Quintette pour piano, percussion, deux trompettes et cor (2010) (9 min.; Création : 08/2010 – Musiciens de l’académie Opus XXI. France, chartreuse de Villeneuve-lèz-Avignon)
- Iss (2008)
- Présages, pour chœur mixte, voix d'enfants, quintette à cordes et percussion (2008)
- Alice in wonder, spectacle chorégraphique, sur une chorégraphie de Johana Lemarchand (2007)
- Homo Facere, pour six voix de femmes, flûte piccolo et deux percussions (2007)
- Matière en mouvement pour 6 voix solistes et quatuor à cordes (2007)
- Trois études fantômes (2006)
- Prélude pour toy piano (2005) - Création : 2005 – Wilhem Latchoumia. France, Lyon, Musée des Beaux-arts

## Discographie
- Fenêtre ovale par Ève Risser (piano préparé), Joris Rühl (khên), Umlaut Records / MFA (2011), #UMFRCD03[3],[4]

## Distinctions
- Lauréat de la bourse de la Fondation Salabert (2006).